# ギターをひこう
『ギターをひこう』は、1973年4月6日から1984年3月28日までNHK教育テレビで放送されたテレビ番組である。前身番組である『ギター教室』もこの項で扱う。

## 概要
クラシックギターの初歩技術を習得することを目的にした講座番組であった。1966年度から『ギター教室』として放送開始、1973年度から『ギターをひこう』に改題した。
Eテレセレクション（2013年6月9日土曜日24:00から26:01）で一部の回が再放送された。

## 放送時間
ギター教室（1966年4月8日 - 1973年3月30日）
- 1966年4月 - 1967年3月：金曜日 19:00 - 19:30
- 1967年4月 - 1973年3月：土曜日 19:30 - 20:00

ギターをひこう（1973年4月6日 - 1984年3月28日）
- 1973年4月 - 1980年3月：金曜日 18:30 - 19:00
- 1980年4月 - 1982年3月：木曜日 18:30 - 19:00
- 1982年4月 - 1984年3月：水曜日 18:00 - 18:30

## 講師
| 年度 | 前期           | 後期           |
| ---- | -------------- | -------------- |
| 1966 | 阿部保夫       | 阿部保夫       |
| 1967 | 小倉俊         | 京本輔矩       |
| 1968 | 奥田紘正       | 阿部保夫       |
| 1969 | 小原安正       | 京本輔矩       |
| 1970 | 奥田紘正       | 寿楽光雄       |
| 1971 | 髙嶺巌         | 阿部保夫       |
| 1972 | 京本輔矩       | 京本輔矩       |
| 1973 | 阿部保夫       | 阿部保夫       |
| 1974 | 荘村清志       | 荘村清志       |
| 1975 | 渡辺範彦       | 渡辺範彦       |
| 1976 | 芳志戸幹雄     | 芳志戸幹雄     |
| 1977 | 鈴木巌         | 鈴木巌         |
| 1978 | 小原聖子       | 小原聖子       |
| 1979 | 芳志戸幹雄     | アントニオ古賀 |
| 1980 | 小原聖子       | 小原聖子       |
| 1981 | 荘村清志       | 荘村清志       |
| 1982 | 松田晃演       | 阿部恭士       |
| 1983 | アントニオ古賀 | アントニオ古賀 |

## アシスタント
ギターをひこう
- 斉藤こず恵（1983年度）

## 関連番組
- ピアノのおけいこ
- バイオリンのおけいこ
- フルートとともに
- リコーダーとともに
- 三味線のおけいこ
- 箏のおけいこ
- 尺八のおけいこ